# 山梨酸钠
山梨酸钠是山梨酸的钠盐，化学式为NaC6H7O2，是一種白色晶體。E编码為E201。

## 安全性问题
有别于山梨酸钾（E202）、山梨酸钙（E203）等其他山梨酸鹽，因潜在遺傳毒性作用，该物质未被欧盟允許用于食品添加劑。